# Placówka Straży Celnej „Horoszowa”

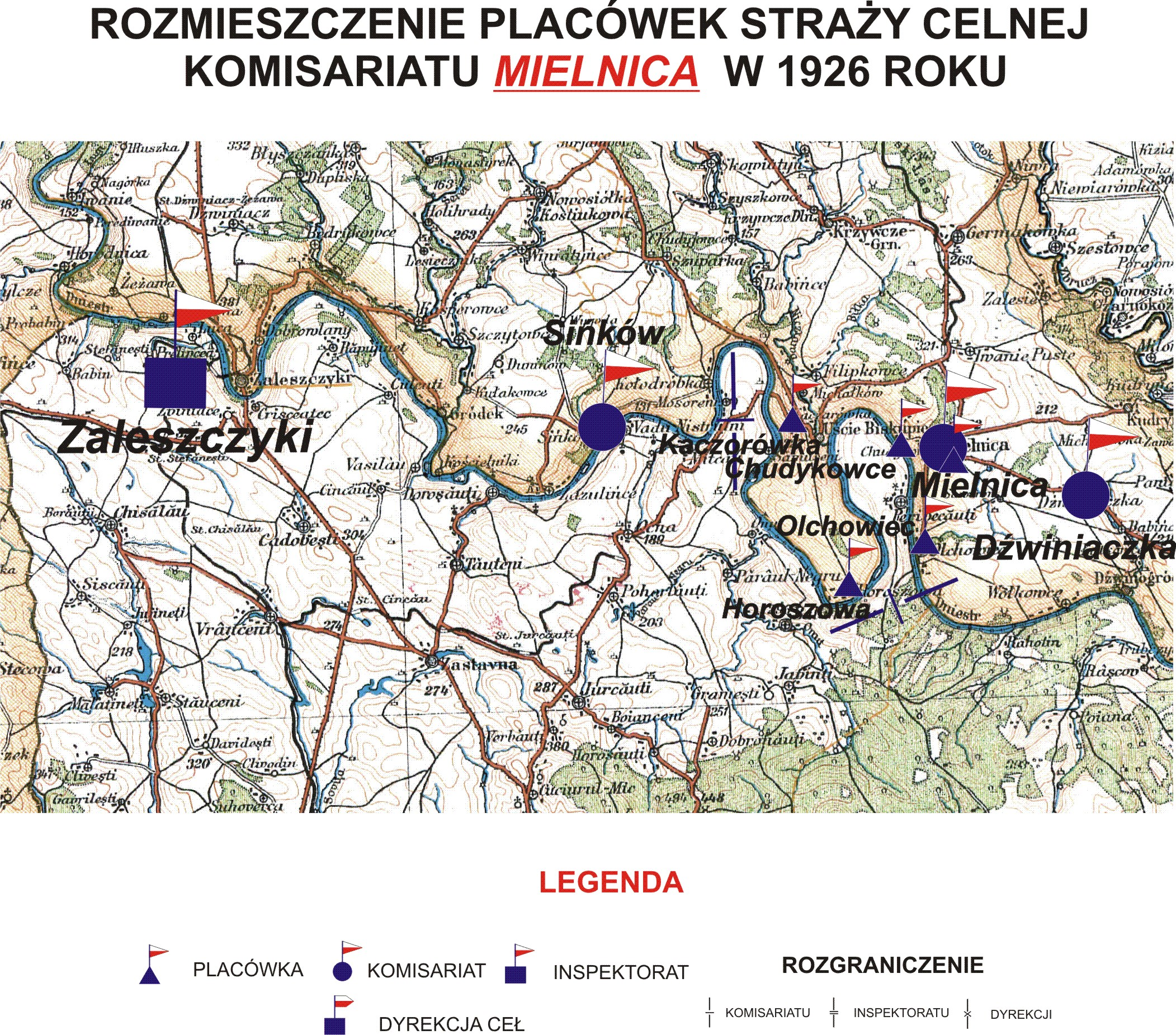
Rozmieszczenie placówek SC komisariatu "Mielnica" w 1926

Placówka Straży Celnej „Horoszowa” – jednostka organizacyjna Straży Celnej pełniąca w okresie międzywojennym służbę ochronną na granicy polsko-rumuńskiej.

## Formowanie i zmiany organizacyjne
Na wniosek Ministerstwa Skarbu, uchwałą z 10 marca 1920 roku, powołano do życia Straż Celną. Jednostki Straży Celnej rozpoczęły przejmowanie odcinków granicy od pododdziałów Batalionów Celnych. W 1921 roku w Uścierykach stacjonował sztab 1 kompanii 11 batalionu celnego. Kompania wystawiała między innymi placówkę w Horoszowej. W 1922 roku w Mielnicy stacjonował sztab 3 kompanii 22 batalionu celnego. Kompania wystawiała między innymi placówkę w Horoszowej. Proces tworzenia Straży Celnej trwał do końca 1922 roku. Placówka Straży Celnej „Horoszowa” weszła w podporządkowanie komisariatu Straży Celnej „Mielnica” z Inspektoratu SC „Zaleszczyki”.
W drugiej połowie 1927 roku przystąpiono do gruntownej reorganizacji Straży Celnej. W praktyce skutkowało to rozwiązaniem tej formacji granicznej. Ochronę północnej, zachodniej i południowej granicy państwa przejęła powołana z dniem 2 kwietnia 1928 roku Straż Graniczna. W strukturach nowo powstałej formacji placówki „Horoszowa” nie odtworzono.
Jeszcze wcześniej, z dniem 1 listopada 1927 roku Inspektorat Straży Celnej „Zaleszczyki”, w tym komisariat SC „Mielnica” został rozwiązany, a  rejon odpowiedzialności komisariatu został przekazany pododdziałom Korpusu Ochrony Pogranicza.

## Funkcjonariusze placówki
Kierownicy placówki
| stopień          | imię i nazwisko, numer      | okres pełnienia służby | kolejne stanowisko |
| ---------------- | --------------------------- | ---------------------- | ------------------ |
| starszy strażnik | Władysław Szpakowski (1426) | był w 1926             |                    |

Obsada personalna placówki w 1926:
- starszy strażnik Władysław Szpakowski (1426)
- strażnik Józef Bialik (1397)
- strażnik Józef Koszelnik (1429)
- strażnik Józef Strzelbicki (1421)
- strażnik Kazimierz Wielgos (1433)